# داوود ارغوانی
داوود ارغوانی یک بازیکن فوتبال اهل ایران است.
وی همچنین در تیم ملی فوتبال ایران در بازی‌های آسیایی ۱۹۵۸ بازی کرده‌است.